# Jungle Entertainment
A Jungle Entertainment (em coreano:  정글 엔터테인먼트), conhecida simplesmente como Jungle, é uma gravadora sul-coreana, fundada pelo expoente do hip hop coreano Tiger JK. Atua principalmente nos gêneros de hip hop e R&B. Entre os artistas da companhia estão muitos rappers/grupos conhecidos, tais como Drunken Tiger, Yoon Mi Rae, Leessang, Bizzy, Loptimist e TEBY. O diretor executivo atual é Cho Sun Oh.

## Artistas

### Atuais
- Yoon Mi Rae
- 4TEN
- VARSITY
- Bizzy [7]
- Leessang[8]
- Jung-in[9]
- Cho Moon Geun [10]
- Loptimist[11]
- MFBTY (Tiger JK, Bizzy, Yoon Mi Rae)

### Passados
- Paloalto
- Mc K
- Teby
- Drunken Tiger (Tiger JK)
- M.I.B (Most Incredible Busters)[12]